# Muzeul din Dobriceni
Muzeul satului Dobriceni, deschis în anul 1970, se află în incinta Școlii cu clasele I-VIII „Dumitru Popescu” din Dobriceni, județul Olt. 
Sala nu prea încăpătoare este plină de obiecte care duc gândul la vremurile de mult apuse.

## Structura muzeului
Muzeul este structurat în cinci secțiuni, cu exponate valoroase, obiectele fiind studiate și evaluate de cercetători avizați. De la oasele de mamut descoperite pe Dealul Cerului, scoicile din Dealul Căzăceilor, până la costumele populare purtate de strămoșii actualilor săteni, toate exponatele sunt crâmpeie de istorie și tradiție care îi fac pe locuitorii din Dobriceni să fie mândri de originile și de trecutul lor. 
Doar într-o vitrină, câteva bancnote scoase din circulație acum câțiva ani și două-trei obiecte rămase de la Revoluția din 1989 readuc vizitatorul în timpurile noastre. Periplul în sala exponatelor ar trebui început cu vitrina plină de oase de mamut și unelte din piatră descoperite pe teritoriul comunei. „Au existat supoziții potrivit cărora denumirea de Dobriceni ar veni de la slavonul dobrii, care înseamnă om bun, dar noi datăm de mult mai mult timp. Dovada este și mormântul unui soldat trac descoperit pe Dealul lui Bucică, la 200 metri de șoseaua actuală și de școală. Descoperirea a fost făcută  de preotul Ioan Bălașa, un mare pasionat de arheologie, tatăl pictorului Sabin Bălașa, a spus cu mândrie Mihai Petrescu, învățător, cel care are frumoasa misiune de a îngriji muzeul. Câte exponate, atâtea povești. Fiecare exponat are povestea lui. Unul dintre costumele locale a aparținut Anei Bezna, cea mai longevivă locuitoare a satului, care a trăit 110 ani; un ceas de buzunar a salvat viața fostului învățător Nicolae Petrescu la Cotul Donului, care, țintit de un lunetist rus a scăpat numai datorită faptului că glonțul s-a oprit în ceasul așezat în buzunarul din dreptul inimii; clopotul primei biserici a satului cu o vechime de peste 300 de ani, a fost recuperat abia acum doi ani, după ce fusese pierdut în urma inundațiilor catastrofale din anii 1880, și câte și mai câte. 

### Ocupații tradiționale
Printre secțiunile muzeului, cea a ocupațiilor tradiționale locale și a vieții sătenilor, un loc de cinste îl are "Vatra și odaia". Aici a fost refăcut cadrul unei străvechi odăi țărănești, cu obiectele de uz casnic și gospodărești nelipsite țăranului dobricenean de acum câteva sute de ani. 

### Școala Veche
O altă secțiune prezintă Școala Veche. Aici, băncile vechi, tăblițele de ardezie și abecedarele de pe vremea când propozițiile începeau cu literă mică, te duc cu gândul la vremea când copiii mergeau la școală cu cărțile legate cu sfoară sau într-o "traistă" din păr de capră, mușcând din bucata de pâine aburindă abia scoasă din țăst. 

## Evenimente notabile

### Dezvelirea de basoreliefului
Dezvelirea basoreliefului s-a făcut la data de 27 octombrie 2001.
Și ca orice muzeu care se respectă, cel din Dobriceni are și o „Carte de Aur“, în care persoanele de vază, fie ele săteni care fac cinste comunei sau vizitatori de seamă, și-au însemnat trecerea prin câteva rânduri. În fiecare zi de 27 octombrie, de Sfântul Dumitru, care este patronul spiritual al Școlii din Dobriceni, sătenii sărbătoresc evenimentul printr-o petrecere la care participă cu mic, cu mare. În anul 2001, sărbătoarea a fost mai specială deoarece în ziua respectivă a avut loc ceremonia de dezvelire a basoreliefului realizat și donat de artistul plastic Eugen Ilina, ai cărui părinți sunt fii ai satului Dobriceni, basorelief ce îl reprezintă pe ctitorul școlii, preotul Dumitru Popescu, ocazie cu care va fi schimbată și denumirea școlii după numele celui care a înființat-o. Artistul a mai realizat și un bust al prințului Barbu A. Știrbei, bust ce se afla în curtea liceului din Iancu Jianu.
Și contribuția fiilor satului nu se oprește aici. Mai precis, la începutul lunii septembrie, în organizarea Muzeului satului Dobriceni, la inițiativa învățătorului muzeograf Mihai Petrescu, are loc "Tabăra de Creație Plastică PLAI DOBRICENEAN" la care participă artiști plastici membri ai U.A.P. din România. Anul 2006 este anul celei de a II a ediții, de fiecare dată, cei 12 participanți finalizându-și documentația cu vernisarea lucrărilor realizate, vernisare care are loc în Pinacoteca muzeului. Cu această ocazie, domnul înv. Mihai Petrescu își va lansa Monografia Muzeului din Dobriceni, lucrare ce este un adevărat ghid al istoriei satului Dobriceni - Olt.